# Гнев (пьеса)
«Гнев» — комедия древнегреческого драматурга Менандра, от которой сохранился только ряд фрагментов в виде цитат у других античных авторов. Была поставлена на сцене в 321 году до н. э. и стала первой пьесой Менандра. Источники сообщают, что «Гнев» занял первое место в драматическом состязании, но исследователи этим данным не доверяют.
Гнев — это персонификация эмоции, которая, возможно, выходила к зрителям в прологе (в древнегреческом языке слово «гнев» женского рода, так что и персонаж был женщиной).